# Om gudarnas natur
Om gudarnas natur (latin: De natura deorum) är en filosofisk dialog från 45 f.Kr. av den romerske författaren Cicero. Den består av tre böcker och diskuterar teologi utifrån de filosofiska riktningarna stoicism, epikurism och akademisk skepticism. De respektive riktningarna företräds av Gaius Velleius, Quintus Lucilius Balbus och Gaius Aurelius Cotta. Verket är den främsta källan till stoicismens och epikurismens syn på gudarna, trots att Cicero själv var anhängare av akademisk skepticism.
Den första bokens åtta första kapitel gavs ut på svenska 1856 i översättning av Magnus Barwart Holmgren.
Voltaire kallade den i sin Dictionnaire philosophique för "kanske den bästa boken från hela antiken".